# Глибока (Самбірський район)
Глибо́ка — село в Україні, у Самбірському районі Львівської області. Населення становить 198 осіб. Орган місцевого самоврядування - Хирівська міська рада.

## Історія
Перебувало у власності Миколая (Миклаша) Гербуртовича «з Фельштина». Згідно запису Перемиських земських книг 1462 року село було передано в спадок Яну «з Городовичів і Хирова»